# 选举联盟
选举联盟（英語：Electoral alliance）是指政黨或獨立人士單純為了選舉而結成的合作關係。聯盟內各政黨或獨立人士成員雖然各自有自己的政綱，但把在共同目標和意識形態上的差異暫時放一旁。有時為了集合資源阻止某個人或某個政黨得到權力，可能會和政策目標相當不同的政黨組成選舉聯盟。通常不会和其他参加者竞选同一个职位，以减小竞争並提高选举的成功率。若在選舉勝出後有助於穩定組成多數政府。

## 现存的一些选举联盟
- 英国：工联主义和社会主义联盟[1]
- 愛爾蘭：人民先于利润—团结
- 西班牙：汇总、现在共和国、纳瓦拉和你、为了安达卢西亚、共同汇总、承诺联盟
- 委內瑞拉：西蒙·玻利瓦尔大爱国极点、民主团结圆桌会议
- 乌拉圭：人民团结—工人阵线
- 保加利亚：BSP—联合左翼
- 斯里蘭卡：左翼解放阵线
- 奥地利：奥共加
- 巴拉圭：瓜苏阵线
- ：维多利亚社会主义者
- 哥伦比亚：历史公约“哥伦比亚能”
- 摩尔多瓦：爱国选举集团
- 日本：要求废除安保法制和恢复立宪主义的市民联合
- 土耳其：劳动和自由联盟
- 法國：新人民阵线
- 以色列：哈达什—塔阿勒
- 匈牙利：左翼分子联盟
- 波多黎各：国家联盟
- 捷克：够了！

## 参見
- 策略性投票
- 政党联盟